# Halterofília als Jocs Olímpics d'estiu de 1924 - pes semipesant
La competició del pes semipesant, amb un pes dels aixecadors inferior a 82,5 kg, va ser una de les cinc proves d'halterofília que es disputà durant els Jocs Olímpics de París de 1924. La prova es disputà el 23 de juliol i hi van prendre part 20 aixecadors en representació de dotze nacions.

## Medallistes
| Or                     | Plata                   | Bronze                  |
| Charles Rigoulot (FRA) | Fritz Hünenberger (SUI) | Leopold Friedrich (AUT) |

## Reglament
La classificació final s'obtenia a partir de la suma dels millors registres aconseguits en les següents 5 proves:
- Arrancada amb un braç
- Dos temps amb un braç
- Impuls amb dos braços
- Arrancada amb dos braços
- Dos temps amb dos braços

En cada prova els aixecadors tenien dret a tres aixecaments.

## Resultats
| Pos. | Aixecador          | Nació          | Total | Arrancada un braç | Arrancada un braç | Arrancada un braç | Dos temps un braç | Dos temps un braç | Dos temps un braç | Impuls | Impuls | Impuls | Arrancada dos braços | Arrancada dos braços | Arrancada dos braços | Dos temps dos braços | Dos temps dos braços | Dos temps dos braços |
| Pos. | Aixecador          | Nació          | Total | 1                 | 2                 | 3                 | 1                 | 2                 | 3                 | 1      | 2      | 3      | 1                    | 2                    | 3                    | 1                    | 2                    | 3                    |
| ---- | ------------------ | -------------- | ----- | ----------------- | ----------------- | ----------------- | ----------------- | ----------------- | ----------------- | ------ | ------ | ------ | -------------------- | -------------------- | -------------------- | -------------------- | -------------------- | -------------------- |
| 1    | Charles Rigoulot   | França         | 502,5 | 82,5              | 87,5              | 90,0              | 87,5              | 92,5              | 92,5              | 77,5   | 82,5   | 85,0   | 97,5                 | 102,5                | 105,0                | 135,0                | 140,0                | 140,0                |
| 2    | Fritz Hünenberger  | Suïssa         | 490,0 | 80,0              | 80,0              | 87,5              | 100,0             | 107,5             | 112,5             | 75,0   | 80,0   | 82,5   | 92,5                 | 97,5                 | 97,5                 | 120,0                | 125,0                | 130,0                |
| 3    | Leopold Friedrich  | Àustria        | 490,0 | 70,0              | 75,0              | 80,0              | 90,0              | 95,0              | 100,0             | 90,0   | 95,0   | 95,0   | 90,0                 | 95,0                 | 100,0                | 120,0                | 130,0                | 130,0                |
| 4    | Karl Freiberger    | Àustria        | 487,5 | 70,0              | 75,0              | 80,0              | 90,0              | 95,0              | 95,0              | 87,5   | 92,5   | 95,0   | 90,0                 | 95,0                 | 95,0                 | 130,0                | 135,0                | 135,0                |
| 5    | Carlos Bergara     | Argentina      | 482,5 | 72,5              | 77,5              | 80,0              | 80,0              | 85,0              | 87,5              | 85,0   | 90,0   | 92,5   | 90,0                 | 95,0                 | 97,5                 | 122,5                | 127,5                | 130,0                |
| 6    | Mario Giambelli    | Itàlia         | 480,0 | 72,5              | 77,5              | 77,5              | 90,0              | 90,0              | 95,0              | 70,0   | 80,0   | 82,5   | 90,0                 | 95,0                 | 95,0                 | 122,5                | 127,5                | 130,0                |
| 7    | Anton Schärer      | Suïssa         | 475,0 | 70,0              | 75,0              | 80,0              | 80,0              | 85,0              | 90,0              | 95,0   | 100,0  | 102,5  | 95,0                 | 100,0                | 100,0                | 120,0                | 125,0                | 125,0                |
| 8    | Jaroslav Skobla    | Txecoslovàquia | 470,0 | 70,0              | 75,0              | 80,0              | 82,5              | 90,0              | 95,0              | 85,0   | 92,5   | 95,0   | 85,0                 | 92,5                 | 95,0                 | 120,0                | 127,5                | 132,5                |
| 9    | Saul Hallap        | Estònia        | 465,0 | 70,0              | 70,0              | 75,0              | 90,0              | 90,0              | 95,0              | 80,0   | 85,0   | 90,0   | 85,0                 | 85,0                 | 90,0                 | 115,0                | 115,0                | 120,0                |
| 10   | Alfred Louncke     | França         | 460,0 | 62,5              | 67,5              | 70,0              | 85,0              | 90,0              | 95,0              | 80,0   | 85,0   | 87,5   | 90,0                 | 95,0                 | 95,0                 | 120,0                | 125,0                | 125,0                |
| 11   | Hermann Glück      | Àustria        | 452,5 | 70,0              | 75,0              | 80,0              | 80,0              | 80,0              | 90,0              | 80,0   | 85,0   | 87,5   | 90,0                 | 95,0                 | 95,0                 | 120,0                | 130,0                | 130,0                |
| 12   | Jan Verheijen      | Països Baixos  | 447,5 | 62,5              | 67,5              | 72,5              | 70,0              | 72,5              | 77,5              | 85,0   | 87,5   | 92,5   | 80,0                 | 85,0                 | 90,0                 | 110,0                | 115,0                | 120,0                |
| 13   | Bertil R. Carlsson | Suècia         | 445,0 | 60,0              | 65,0              | 70,0              | 80,0              | 90,0              | 95,0              | 75,0   | 80,0   | 85,0   | 80,0                 | 85,0                 | 90,0                 | 110,0                | 115,0                | 120,0                |
| 14T  | André Rolet        | França         | 430,0 | 62,5              | 67,5              | 67,5              | 82,5              | 82,5              | 87,5              | 80,0   | 85,0   | 85,0   | 87,5                 | 92,5                 | 92,5                 | 112,5                | 112,5                | 117,5                |
| 14T  | Ernests Reihmanis  | Letònia        | 430,0 | 65,0              | 65,0              | 70,0              | 82,5              | 87,5              | 87,5              | 80,0   | 85,0   | 85,0   | 75,0                 | 80,0                 | 85,0                 | 105,0                | 110,0                | 112,5                |
| 16   | Giuseppe Merlin    | Itàlia         | 405,0 | 55,0              | 60,0              | 62,5              | 65,0              | 70,0              | 70,0              | 77,5   | 82,5   | 85,0   | 75,0                 | 80,0                 | 82,5                 | 105,0                | 110,0                | 115,0                |
| 17   | F. Verdonck        | Bèlgica        | 380,0 | 55,0              | 60,0              | 62,5              | 70,0              | 70,0              | 70,0              | 70,0   | 75,0   | 75,0   | 75,0                 | 80,0                 | 82,5                 | 100,0                | 105,0                | 105,0                |
| 18   | Armando Tugnoli    | Itàlia         | 375,0 | 55,0              | 60,0              | 60,0              | 65,0              | 70,0              | 75,0              | 65,0   | 70,0   | 75,0   | 75,0                 | 75,0                 | 75,0                 | 100,0                | 105,0                | 105,0                |
| -    | Henri Lehnen       | Luxemburg      | 125,0 | 60,0              | 60,0              | 65,0              | 65,0              | 70,0              | 70,0              | 80,0   | 80,0   | 80,0   | -                    | -                    | -                    | -                    | -                    | -                    |
| -    | Bohumil Stinný     | Txecoslovàquia | 70,0  | 65,0              | 70,0              | 75,0              | 80,0              | 85,0              | 85,0              | 85,0   | 90,0   | -      | -                    | -                    | -                    | -                    | -                    | -                    |